# Jüdischer Friedhof (Stotel)
Der Jüdische Friedhof Stotel ist ein jüdischer Friedhof in Stotel, einer Ortschaft in der Einheitsgemeinde Loxstedt im niedersächsischen Landkreis Cuxhaven.
Der 693 Quadratmeter große Friedhof befindet sich in der Gartenstraße. Auf ihm sind 14 Grabsteine vorhanden.
Der Friedhof steht unter Denkmalschutz (siehe auch Liste der Baudenkmale in Loxstedt).